# Chmury (komedia)
Chmury – trzecia zachowana komedia Arystofanesa, a piąta pod względem kolejności powstania.
Podczas gdy w poprzedzających trzech sztukach – niezachowanych Babilończykach oraz zachowanych Acharnejczykach i Rycerzach – głównym wątkiem była polityka, tak tutaj – jak w pierwszej (niezachowanej) komedii twórcy, Biesiadnikach – Arystofanes krytykuje „nowomodne” wychowanie młodzieży, uosobione przez Sokratesa i jego uczniów, przedstawianych jako sofistów. Brak odnośników do ówczesnej polityki, połączony z nieobecnością sprośnych żartów, spotykanych często w innych komediach twórcy i obecnością powszechnie znanej postaci, jaką jest Sokrates, czyni tę sztukę jedną z najbardziej przystępnych komedii Arystofanesa.
Pierwsza, niezachowana wersja sztuki zajęła w agonie komicznym na Dionizjach w 423 p.n.e. trzecie – ostatnie – miejsce; druga wersja, opracowana prawdopodobnie w latach 419-416 p.n.e. prawdopodobnie nie była nigdy wystawiona.

## Postacie
Głównymi postaciami sztuki są:

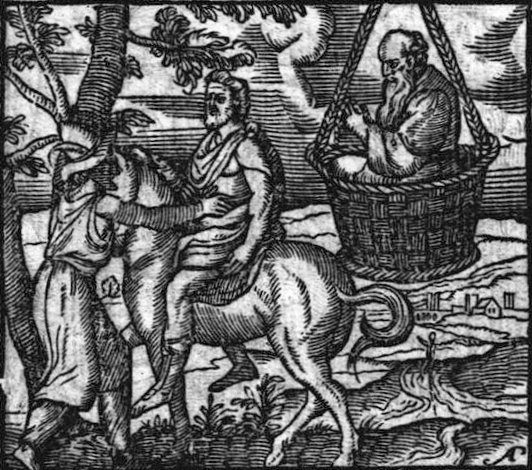
Strepsjades, Fejdippides i Sokrates w koszu zawieszonym nad ziemią, XVI-wieczna ilustracja

- Strepsjades, u Cięglewicza Wykrętowicz, u Srebrnego – Kręcioch;
- Fejdippides, u Cięglewicza Odrzykoń; jego syn, poprzez swoją obsesję na punkcie koni wpędzający swego ojca w długi;
- Sokrates, postać autentyczna;

W obowiązkowym agonie (pierwszym) pojedynkują się także:
- Logos (Słowo, Argument) sprawiedliwy (prawy);
- Logos (Słowo, Argument) niesprawiedliwy (nieprawy);

Dodatkowo, pojawiają się także:
- Amynias i Pasjas, wierzyciele Strepsjadesa (t. Amyniasz i Pazjasz);
- Uczeń I (Sokratesa, t. Student I);
- Uczeń II (Sokratesa, t. Student I);
- Sługa Strepsjadesa;
- postacie nieme;
- Chór – tytułowych Chmur, których według sztuki Sokrates uznaje za bogów.

## Treść
Strepsjades, zrujnowany przez coraz droższe zachcianki swego syna – Fejdippidesa – pragnie się wyłgać ze swoich długów. Z tego powodu zapisuje się na naukę do Sokratesa tak, aby mógł się przed dowolnym sądem z nich wybronić. Filozof, po kilku próbach, stwierdza jednak, że ten jest za głupi; Strepsjades wobec tego posyła doń swego syna. Następuje pierwszy pojedynek (agon) pomiędzy Słowami sprawiedliwym i niesprawiedliwym; zwycięża to ostatnie, biorąc pod swoją opiekę Fejdippidesa. Po powrocie z nauki Strepsjades co prawda wymiguje się z wszystkich należności, ale za to syn udowadnia mu (w drugim agonie), że ma prawo bić ojca, wobec czego ten, w formie starożytnego linczu, z zemsty podpala domostwo Sokratesa.
Brakuje tu, obecnych w poprzednich sztukach, ostrych akcentów politycznych.

## Muzyka
Nie zachowała się oryginalna muzyka do komedii (jak zresztą w przypadku wszystkich komedii starożytnych). Czysto hipotetycznej rekonstrukcji, wykonanej jedynie na podstawie metrum tekstu greckiego, dokonał John Curtis Franklin; zobacz link poniżej.

## Tłumaczenia
Tłumaczeń dokonywali m.in. Bogusław Butrymowicz, Edmund Cięglewicz, Artur Sandauer, Stefan Srebrny, Olga Śmiechowicz i Janina Ławińska-Tyszkowska; w artykule imiona postaci podane są według tłumaczenia Janiny Ławińskiej-Tyszkowskiej. Przekład Ławińskiej-Tyszkowskiej stawia za cel wierność filologiczną za cenę zrozumiałości; przekład Sandauera „uwspółcześnia” nieco akcję dramatu dopuszczając się czasami parafrazy i rezygnuje z wielu niezrozumiałych dla czytelnika odniesień, przy jednoczesnej lekkości stylu.

### Wydania (wybór)
- tłum. Śmiechowicz, wyd. Teologia Polityczna, Państwowy Instytut Wydawniczy, Warszawa 2021
- tłum. Ławińska-Tyszkowska, wyd. Prószyński i S-ka, seria Biblioteka Antyczna, Warszawa 2001, ISBN 83-7255-104-9;
- tłum. Sandauer, wyd. Czytelnik, Warszawa 1964;
- tłum. Butrymowicz, wyd. Ossolineum, seria BN, Kraków 1923

### Realizacje teatralne
- 1908, Kraków: tłumaczenie Cięglewicza; w roli Strepsjadesa – Aleksander Zelwerowicz, Sokratesa – Józef Sosnowski
- 1909, Łódź: tłumaczenie Cięglewicza; w roli Strepsjadesa – Aleksander Zelwerowicz, Sokratesa – Stefan Jaracz
- 1915, Warszawa: tłumaczenie Cięglewicza; reżyseria – Józef Sosnowski; w roli Strepsjadesa – Aleksander Zelwerowicz, Sokratesa – Stefan Jaracz
- 1964, Wrocław: tłumaczenie Sandauera